# Mecistoptera albisigna
Mecistoptera albisigna là một loài bướm đêm trong họ Erebidae.